# Burg (Halver)
Burg ist eine Hofschaft in Halver im Märkischen Kreis im Regierungsbezirk Arnsberg in Nordrhein-Westfalen (Deutschland).

## Lage und Beschreibung
Burg liegt südlich des Halveraner Hauptortes auf 425 Meter über Normalnull an der Landesstraße L528 auf der Wasserscheide der Flusssysteme der Ennepe und der Volme. Die Nachbarorte sind Neuenherweg, Im Heede, Auf der Mark, Collenberg, Schneehohl, Hagebücherhöh und Bergfeld. Der Ort liegt im Quellgebiets der Ennepe.

## Geschichte

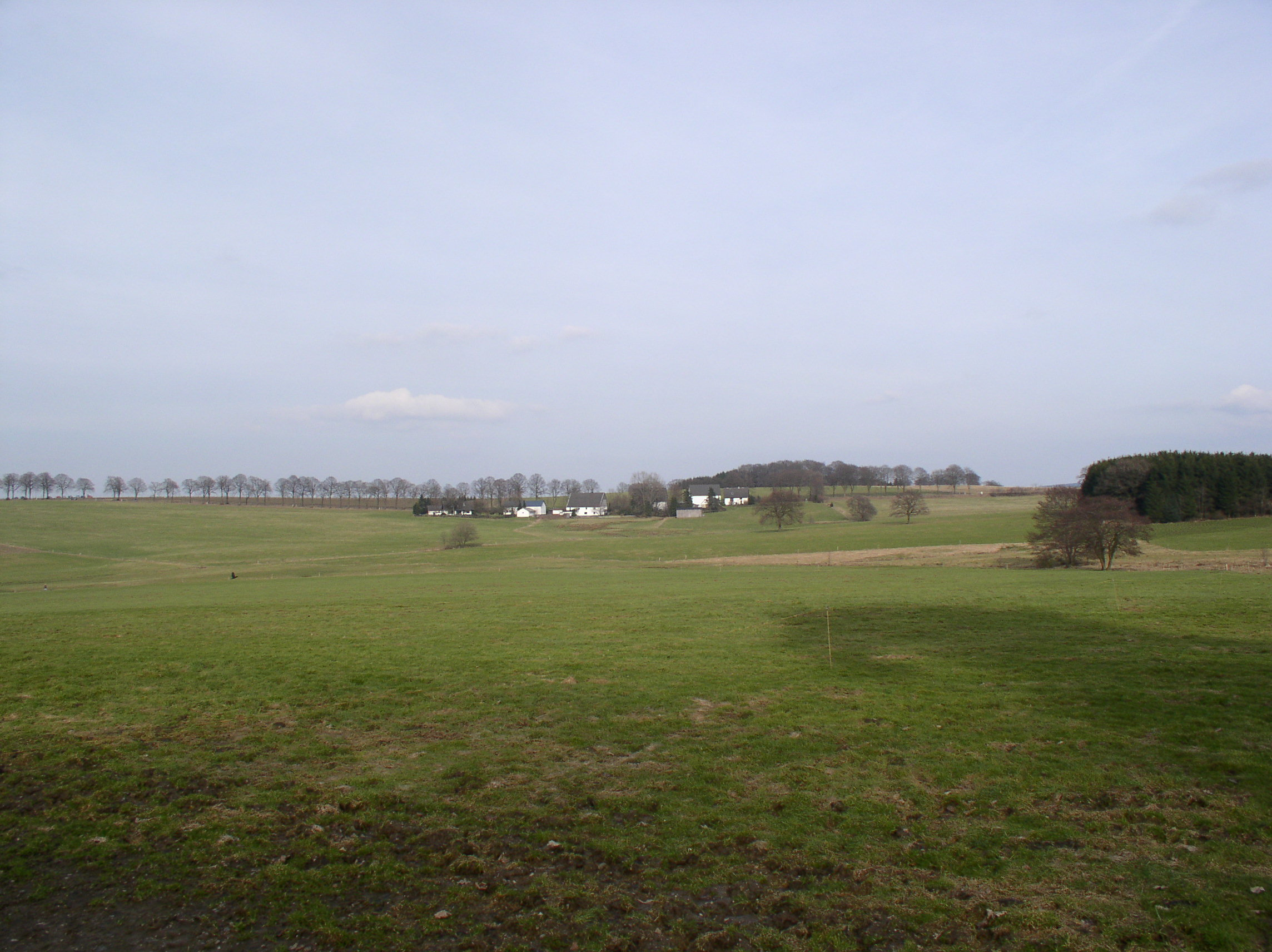
Blick auf die Halveraner Ortschaft Burg. Auf den Feldern davor befinden sich die Ennepequellen

Burg wurde erstmals 1524 urkundlich erwähnt, die Entstehungszeit der Siedlung wird aber für den Zeitraum zwischen 630 und 700 in der Zeit der zweiten sächsischen Landnahme vermutet. Somit ist Burg eine der früheren Siedlungen in Halver.
Wie der Name andeutet befand sich in Burg ein befestigter Adelssitz, ein Gräftenhof und Freigut, das bis etwa 1524 bestand. Die Burg soll sogar einen doppelten Wassergraben und eine Ringmauer mit Zugbrücke besessen haben. Innerhalb des inneren Wassergrabens stand nach den Überlieferungen das Herrenhaus, zwischen dem inneren und dem äußeren Graben die übrigen Hofeshäuser. Die Angehörigen des dort wohnenden, in der Forschung bislang unbekannten Adelsgeschlechts wurde bei der Schleifung der Feste durch „marodierendes Volk“ umgebracht und der Siedlungsplatz blieb mehrere Jahre verwaist. Um 1530 wurde er von den entfernten Erben an zwei Bauern und Handwerksleute verkauft, die etwas oberhalb die heutige Hofschaft errichteten.
An Burg liefen zwei bedeutende Altstraßen vorbei, frühmittelalterliche (nach anderen Ansichten bereits frühgeschichtliche) Handels-, Pilger- und Heerwege. Zum einen unmittelbar am Ort auf der Trasse der heutigen Landesstraße L528 die Altstraße von Halver über Wipperfürth, Halver, Kierspe nach Meinerzhagen, der Hileweg, und zum anderen westlich von Burg die Altstraße von Hagen über Breckerfeld, Halver und Rönsahl nach Siegen. Nordwestlich verlief eine dritte, ebenfalls eine bedeutende Altstraße von Köln über Wipperfürth, Halver, Lüdenscheid, Werdohl und Arnsberg nach Soest vorbei. Burg diente vermutlich auch zur Sicherung dieser Wege.
Als Burg sich im 15./16. Jahrhundert zu einem Rittergut entwickelte besaß der Ort eine Hofgröße von ca. 400 Morgen.
1818 lebten fünf Einwohner im Ort. Laut der Ortschafts- und Entfernungs-Tabelle des Regierungs-Bezirks Arnsberg wurde Burg als Hof kategorisiert und besaß 1838 eine Einwohnerzahl von 19, allesamt evangelischen Glaubens. Der Ort gehörte zur Bergfelder Bauerschaft innerhalb der Bürgermeisterei Halver und besaß vier Wohnhäuser, eine Fabrik bzw. Mühle und ein landwirtschaftliches Gebäude.
Das Gemeindelexikon für die Provinz Westfalen von 1887 gibt eine Zahl von 38 Einwohnern an, die in vier Wohnhäusern lebten.